# Дрожджин
Дрожджин (пол. Drożdżyn) — село в Польщі, у гміні Сохоцин Плонського повіту Мазовецького воєводства.
Населення — 326 осіб (2011).
У 1975-1998 роках село належало до Цехановського воєводства.

## Демографія
Демографічна структура станом на 31 березня 2011 року:
|          | Загалом | Допрацездатний вік | Працездатний вік | Постпрацездатний вік |
| -------- | ------- | ------------------ | ---------------- | -------------------- |
| Чоловіки | 170     | 34                 | 114              | 22                   |
| Жінки    | 156     | 39                 | 80               | 37                   |
| Разом    | 326     | 73                 | 194              | 59                   |